# Fuchs Rudolf
Fuchs Rudolf (Pest, 1809. február 6. – Budapest, 1892. november 22.) kereskedő, újságíró.

## Élete
Fuchs János Sámuel evangélikus lelkész unokaöccse volt. Az 1840-es években alapítója s társtulajdonosa volt az első magyar dohány- és szivargyárnak, mely 1850-ig, a dohánymonopólium bevezetéséig fennállt. Azután terménykereskedésre adta magát; szakszerű ismereteivel és szolid üzleti elveivel jó hírnévre és tekintélyes vagyonra tett szert. Az 1860-as években több kiváló kereskedelmi intézet megalapításában volt része; egyik alapítója és sokáig igazgatója volt az első magyar általános biztosító társaságnak, később a magyar általános hitelbanknak, melynek igazgató tanácsosa s 1892-ig alelnöke volt. Sokáig volt igazgatója a pesti hengermalom-részvénytársaságnak és a legutóbbi időkig az Alföld–Fiumei Vasútnak. Áldásos működést fejtett ki a budapesti német evangélikus egyházkerület kebelében; sokáig volt tagja a budapesti ipar- és kereskedelmi kamarának.

## Munkái
Rechnung über den allgemeinen Kirchenfond für das Jahr 1854. (der evang. Gemeinde A. B. in Pest). Pest, 1855.
Élete utolsó éveiben a szakirodalommal is foglalkozott. Élénk levélváltása volt több híres közgazdasági íróval, többek közt az amerikai Careyvel is. A hírlapirodalomban is működött, különösen a Pester Lloydnak volt munkatársa s határozottan a védvámos rendszer hívének vallotta magát.